# Шастарка (гмина)
Шастарка (пол. Szastarka) — сельская гмина (волость) в Польше, входит как административная единица в Красницкий повет, Люблинское воеводство. Население — 6260 человек (на 2004 год).

## Сельские округа
1. Блинув-Други
2. Блинув-Первши
3. Бжозувка
4. Бжозувка-Колёня
5. Цеслянки
6. Хута-Юзефув
7. Майдан-Облеще
8. Подлесе
9. Полихна
10. Жечица-Колёня
11. Старе-Мочидла
12. Шастарка
13. Шастарка-Стацья
14. Войцехув
15. Войцехув-Колёня

## Прочие поселения
1. Блинув-Колёня
2. Выпыхув

## Соседние гмины
1. Гмина Батож
2. Гмина Красник
3. Гмина Модлибожице
4. Гмина Поток-Вельки
5. Гмина Тшидник-Дужы
6. Гмина Закшувек